# Раменз
Раменз (яп. ラーメンズ , англ. Rahmens) — известный японский комедийный дуэт в составе Кэнтаро Кобаяси и Дзина Катагири. На западе Раменз известны прежде всего своей юмористической серией «Японская традиция», в особенности скетчем о суши. Apple Inc. выбрала группу для своей телевизионной рекламной кампании «Get Mac» в Японии.